# Parafia Matki Bożej Królowej Polski i św. Judy Tadeusza w Łubkach
Parafia Matki Bożej Królowej Polski i św. Judy Tadeusza w Łubkach – parafia rzymskokatolicka, znajdująca się w archidiecezji lubelskiej, w dekanacie bełżyckim.

## Zasięg parafii
W skład parafii wchodzą miejscowości: Łubki, Łubki-Kolonia, Łubki-Szlachta, Stary Gaj, Góra, Halinówka, Kocianów, Szczuczki-Wieś, Szczuczki Kolonia VI oraz Wólka Łubkowska.

## Historia
25 października 1945 roku biskup lubelski Marian Fulman polecił ks. Józefowi Gołąbowi zorganizowanie parafii Łubki. 
18 V 1946 r. biskup Stefan Wyszyński złożył swój podpis pod aktem erekcyjnym parafii Łubki. Powstała ona z terenów dawniej należących do parafii: Wojciechów, Bełżyce, Kraczewice i Wąwolnica.
W latach 1949–1958 zniesiono kościół parafialny wybudowany według projektu arch. T. Witkowskiego. 28 września 1958 roku kościół poświęcił ks. inf. J. Dąbrowski. 13 sierpnia 1967 roku kościół konsekrował biskup Piotr Kałwa.

## Proboszczowie parafii[4]
- ks. Józef Gołąb (1945–1946)
- ks. mgr Michał Dudkowski (1946–1958)
- ks. mgr kan. Henryk Pasieczny (1958–1976)
- ks. mgr Józef Nowak (1976–1980)
- ks. dr kan. Jan Gawroński (13.06.1980 – 14.09.1985)
- ks. kan. Mieczysław Bochenek (14.09.1985 – 01.07.2017)
- ks. mgr kan. Marek Ludwik Jaworski (od 01.07.2017)